# Svjetsko prvenstvo u košarci za igrače do 17 godina
Svjetsko prvenstvo u košarci za igrače do 17 godina međunarodno je košarkaško natjecanje koje se održava svake 2 godine počevši od 2010. Prva tri naslova osvojila je reprezentacija SAD-a.

## Osvajači odličja
| Godina | Domačin                    | Zlato | Srebro     | Bronca    |
| ------ | -------------------------- | ----- | ---------- | --------- |
| 2010.  | Njemačka                   | SAD   | Poljska    | Kanada    |
| 2012.  | Litva                      | SAD   | Australija | Hrvatska  |
| 2014.  | Ujedinjeni Arapski Emirati | SAD   | Australija | Srbija    |
| 2016.  | Španjolska                 | SAD   | Turska     | Litva     |
| 2018.  | Argentina                  | SAD   | Francuska  | Portoriko |
| 2022.  | Španjolska                 | SAD   | Španjolska | Francuska |
| 2024.  | Turska                     | SAD   | Italija    | Turska    |
| 2026.  | Turska                     |       |            |           |
| 2028.  | Grčka                      |       |            |           |